# Új bolondos dallamok
Az Új bolondos dallamok (az 1. évadban: Tapsi: A Bolondos dallamok alkotóitól, eredeti cím: New Looney Tunes, az 1. évadban: Wabbit — A Looney Tunes Production) 2015-től futó amerikai televíziós rajzfilmsorozat, amelyet a Warner Bros. Animation készít a Cartoon Network és a Boomerang számára. A Bolondos dallamok franchise-hoz tartozó, Tapsi Hapsit középpontba helyező szériát 2014 márciusában jelentették be a Tom és Jerry-show és a Csak lazán, Scooby-Doo! című sorozatokkal együtt. Az Egyesült Államokban eredetileg a Boomerang tűzte volna műsorra, végül a Cartoon Network mutatta be 2015. szeptember 21-én és csak később került át a Boomerangra. Az Egyesült Királyságban a bemutatót gerillamarketing előzte meg: mókus hirdette a sorozatot London utcáin.
Magyar szinkronnal 2015. december 26-án mutatta be a Boomerang, nem sokkal a világpremier után.

## Szereplők

### Főszereplők
- Tapsi Hapsi (Bugs Bunny) – A világhírű, bajkeverő, cseles felnőtt nyúl, Squeaks / Móki legjobb barátja. Sokak rendszeres ellenlábasa, de mindig győzedelmeskedik ellenségei felett.
- Squeaks / Móki (Squeaks) – A rakoncátlan, de hűséges, csak cincogni, makogni tudó mókus, Tapsi jó barátja. Néha bajba keveri a nyulat.
- Dinka/Dodó (Daffy) – Fekete, izgága és pimasz kacsa, aki sokszor idegesíti Cucut/Porky-t.
- Cucu (Porky) – Dadogós malac, Tapsi barátja/ismerőse.

### Visszatérő szereplők
- Rissz-Rossz Sam (Yosemite Sam) – Pénzsóvár bandita, aki folyton börtönbe kerül, de rendszeresen meg is szökik onnan. Tapsi folyton bajba keveri.
- Vili – Tapsi szomszédja, egy, a modern technológiákhoz ragaszkodó prérifarkas. Rendszeresen rivalizál Tapsival.
- Carl – Egy fekete öltönyt viselő, nyúlfüles démon, maga a Halál. Sohasem beszél, helyette ijesztően morog. Tapsi rendszeresen a listája elején szerepel, de a nyúl mindig megszökik előle.
- Fagyláb / Nagyláb (Bigfoot) – Egy hatalmas, kissé együgyű barna lény, akit a kormány tudósai el akarnak kapni. Folyamatosan bajba keveri Tapsit.
- Sir Kackiás / Sir Kis-orca (Sir Littlechin) – Egy apró termetű lovag, aki hol jó, hol rossz szereplő. Különleges élőlényekre, például sárkányokra vadászik.
- Leslie P. Lilylegs – Hol az Egyesült Államok alelnöke, gondnok vagy épp rendezvényszervező, aki ellenszenves Tapsival és Dodóval.
- O'Scanty – Egy manó, aki egy boszorkánnyal él együtt. Meg akarja szerezni Tapsi, Dodó és Cucu lábát, mivel úgy gondolja, hogy szerencsét hoznak.
- Elmer J. Fudd – Egy törpenövésű kopasz férfi, aki nagy vagyonra vágyik.
- Fóka Fáni (Slugsworthy) – Egy Tapsit lenéző elefántfóka.
- Barbár – Egy nagy termetű barbár, aki ellenszenves Tapsival.
- Dr. Clovenhoof – Egy izgága tudós bárány, aki folyton Tapsit, néha pedig Mókit is használja kísérleti alanynak.
- Krakos – Egy vad jegesmedve, aki hol jóban, hol rosszban van Tapsival.
- Kutatók – Megszállott kutatók, akik le akarják vadászni Fagylábat.
- Sanyi/Szanyi – Egy önimádó oroszlán, aki királynak képzeli magát. Egyszer szerelmes lett a New York-i Szabadság-szoborba.
- Cal – Egy önimádó atléta, baseball-játékos vagy épp olimpiai sportoló, aki csak a dicsőségével foglalkozik.
- Boyd – Egy bagoly, akit elhagyott a barátnője. Tapsi segít neki, hogy abbahagyja az éjszakába nyúló huhogást.
- Jack – Egy festő, aki káoszt okoz az erdőben.
- Claudette Dupri – Egy nőstény róka, aki egyben francia kém is.
- Pampreen – Egy lovászlány, aki ellopta Tapsi répáit a lovának, Cucu főnöke volt és Leslie az egyik nagybácsija.
- Tasmán Theodore – A könyvelőként dolgozó tasmán-ördög, aki nehezen tudja elnyomni a valódi énjét. (24-B)
- Reptéri őr – Egy ló, aki a reptéren átvizsgálja az utasokat, méghozzá igen fájdalmas módon, emellett pedig Cucu rendőrtársa.
- Victor – Egy egoista jégkorcsolyás, divattervező, bűvész vagy épp fizikus.
- Rajongók – Három férfi, aki mániákusan rajong Victor-ért. Miután Tapsi jobbnak bizonyul, őt kezdik el dicsérni.
- Főcserkész – A cserkészet vezetője, aki látja a tehetséget Tapsiban.
- Cserkész – A cserkészcsapat goromba vezetője, egy baromfi. Miután Tapsi legyőzi egy jelvény-párbajban, elhagyja a csapatot. Emellett például egy rap-párbajban is végül leszerepel, de ott kibékül Tapsival és barátaival.
- Kiscserkészek – A baromfi tanítványai, akik nem tudnak érvényesülni a cserkész szigora miatt, de például egy múzeumot is megjárnak. (29-B)
- Hód – Hatalomvágyó hód, aki az erdő polgármestere szeretne lenni, vagy éppen a tavat birtokolja el, hogy az erdő vagy a tó csak a hódoké legyen.

### Epizódszereplők
- Imitátor – Egy fiatal férfi, akit Sam felbérelt, hogy tegye tönkre Tapsi jó hírét. (6-B)
- Shifty – Egy szürke patkány, aki mindenkit átver a kártyajátékban.
- Nőstény bagoly – Egy nőstény bagoly, elhagyta a barátját. Tapsi azonban meggyőzi, hogy az exbarát nem olyan rossz, mint amilyennek hiszi. (10-B)
- Csiga – Egy termékkiszállítóként dolgozó csiga. (11-A)
- Fogtündér – A fogtündér, aki a párnához érő fogakat viszi el – még akkor is, ha nincs is kiesve. (11-B)
- Madárijesztő – Egy személyiségzavaros madárijesztő. (12-B)
- Kőszáli Kőszikla (Rock Hardcase) – Egy kecske, aki saját testépítő szerét, a Jock Juice-t reklámozza. Tapsi azonban kideríti, hogy a szer hamis. (14-B)
- Duncan – Egy harkály az erdőben. (15-A)
- Parkőr-robot – A városi park fenntartásához kirendelt robot, aki minden parkba látogatónak tönkre teszi a hangulatát. Tapsi megsemmisíti. (15-B)
- Cheryl – Carl neje, aki nem helyesli férje munkamániáját. (16-B)
- Fatörzs – Egy fa őrmester, aki elkobozza Tapsi táskáját és nem akarja hogy visszaszerezze. Tapsi a levegőbe küldte. (17-B)
- Étkezdetulaj – A Happy Hamburger-ház tulajdonosa, aki a legapróbb hiba miatt képes elbocsátani az alkalmazottjait. (26-B)
- Céllövölde-tulaj – A vásári céllövölde tulaja, aki pénzt csal ki a játékosokból. (35-B)
- Ogre – Egy éhes ogre, akit az egyszarvú teremtett Sir Kis-orca kívánságára. (40-A)
- Speciális vadászok – Három, különleges élőlényeket kereső vadász. (42-B)
- Üregi nyulak – Egy csapat üregi nyúl, akik Tapsit nem hiszik nyúlnak a viselkedése miatt. (47-B)

## Epizódok

### Évados áttekintés
| Évad | Évad | Epizódok | Eredeti sugárzás     | Eredeti sugárzás   | Magyar sugárzás    | Magyar sugárzás   |
| Évad | Évad | Epizódok | Évadpremier          | Évadfinálé         | Évadpremier        | Évadfinálé        |
| ---- | ---- | -------- | -------------------- | ------------------ | ------------------ | ----------------- |
|      | 1    | 52 (104) | 2015. szeptember 21. | 2016. november 30. | 2015. december 26. | 2017. március 23. |
|      | 2    | 52 (104) | 2017. szeptember 4.  | 2017. december 20. | 2017. október 9.   | 2018. június 14.  |
|      | 3    | 52 (104) | 2018. augusztus 6.   | 2018. október 24.  | 2018. november 19. | 2019. június 14.  |

### 1. évad
| #  | Eredeti cím                          | Magyar cím                         | Eredeti premier      | Magyar premier       |
| -- | ------------------------------------ | ---------------------------------- | -------------------- | -------------------- |
| 1  | Buddha Bugs                          | Buddhapsi                          | 2015. szeptember 21. | 2015. december 26.   |
| 1  | Now and Zen                          | Squeaks és a nindzsák              | 2015. szeptember 21. | 2015. december 26.   |
| 2  | The Inside Bugs                      | Az új sofőr                        | 2015. szeptember 21. | 2016. január 3.      |
| 2  | Sun Valley Freeze                    | Fagyos vakáció                     | 2015. szeptember 21. | 2015. december 26.   |
| 3  | St. Bugs and the Dragon              | Szent Tapsi és a sárkány           | 2015. szeptember 22. | 2015. december 27.   |
| 3  | Leaf it Alone                        | Vili, a kertifarkas                | 2015. szeptember 22. | 2016. január 2.      |
| 4  | The Bigfoot in Bed                   | Aki nagylábbal él…                 | 2015. szeptember 22. | 2016. január 2.      |
| 4  | World Wide Wabbit                    | Az internet nyomában               | 2015. szeptember 22. | 2016. január 3.      |
| 5  | For the Love of Acorns               | A makk szerelmére                  | 2015. szeptember 23. | 2016. január 3.      |
| 5  | The Game is a Foot                   | Felnyalábolt nyúllábak             | 2015. szeptember 23. | 2016. január 9.      |
| 6  | The Grim Rabbit                      | Halál. Biztos?                     | 2015. szeptember 24. | 2016. január 9.      |
| 6  | The Wringer                          | Tapsi és a hapsi                   | 2015. szeptember 24. | 2016. január 10.     |
| 7  | White House Wabbit                   | Az elnöki nyúl                     | 2015. szeptember 25. | 2016. január 10.     |
| 7  | Bugsbarian                           | Bugsbarian                         | 2015. szeptember 25. | 2016. január 16.     |
| 8  | Not Lyin' Lion                       | A szavanna királya                 | 2015. szeptember 28. | 2016. január 16.     |
| 8  | Ice Ice Bunny                        | Nyári tél                          | 2015. szeptember 28. | 2016. január 17.     |
| 9  | Wabbit's Wild                        | Tapsi vadul                        | 2015. szeptember 29. | 2016. január 17.     |
| 9  | All Belts Are Off                    | Nincs több tét                     | 2015. szeptember 29. | 2016. január 23.     |
| 10 | Wabbit's Best Friend                 | A nyúl legjobb barátja             | 2015. szeptember 30. | 2016. január 23.     |
| 10 | Annoying Ex-Boydfriend               | Idegesítő exbarát                  | 2015. szeptember 30. | 2016. január 24.     |
| 11 | Bugs vs Snail                        | Tapsi és a csiga                   | 2015. október 1.     | 2016. január 24.     |
| 11 | To Catch a Fairy                     | Tündérmese                         | 2015. október 1.     | 2016. január 30.     |
| 12 | Bugs in the Garden                   | A szomszéd fűje                    | 2015. október 2.     | 2016. január 30.     |
| 12 | Scarecrow                            | A madárijesztő                     | 2015. október 2.     | 2016. január 31.     |
| 13 | Painter Paint Hare                   | A festő művész?                    | 2015. október 8.     | 2016. január 31.     |
| 13 | The Spy Who Bugged Me                | Kémek a vasfészekben               | 2015. október 8.     | 2016. február 6.     |
| 14 | Hareplane Mode                       | Sam új mobilja                     | 2015. október 15.    | 2016. április 23.    |
| 14 | Bugs of Steel                        | Kost vagy soha                     | 2015. október 15.    | 2016. április 24.    |
| 15 | Big Troubles                         | Nagy balhék                        | 2015. október 22.    | 2016. április 30.    |
| 15 | Manner Maid                          | Rendrobot                          | 2015. október 22.    | 2016. május 1.       |
| 16 | Bugsfoot                             | Nagyláb a pácban                   | 2015. november 9.    | 2016. május 7.       |
| 16 | Grim on Vacation                     | Gyászos nyaralás                   | 2015. november 9.    | 2016. május 8.       |
| 17 | Carrot Before the Horse              | Répáimat egy lóért?                | 2015. november 16.   | 2016. július 2.      |
| 17 | Trunk with Power                     | Fatörzs őrmester                   | 2015. november 16.   | 2016. július 3.      |
| 18 | Snow Wabbit                          | A hónyúl                           | 2015. november 23.   | 2016. július 9.      |
| 18 | Aromatherapest                       | Aromaterápia                       | 2015. november 23.   | 2016. július 10.     |
| 19 | Raising Your Spirits                 | Egy szellemes történet             | 2015. november 30.   | 2016. július 16.     |
| 19 | Dust Bugster                         | Port a pornak                      | 2015. november 30.   | 2016. július 17.     |
| 20 | Computer Bugs                        | Nyúl a gépben                      | 2016. február 27.    | 2016. július 23.     |
| 20 | Oils Well That Ends Well             | Olajmezők vadnyula                 | 2016. február 27.    | 2016. július 24.     |
| 21 | Your Bunny or Your Life              | Haláli történet                    | 2016. március 5.     | 2016. július 30.     |
| 21 | Misjudgment Day                      | Robot gondok                       | 2016. március 5.     | 2016. július 31.     |
| 22 | Splashwater Bugs                     | Elsőbbségadás kötelező             | 2016. március 12.    | 2016. augusztus 27.  |
| 22 | Fwee Wange Wabbit                    | Nyúl ínyenceknek                   | 2016. március 12.    | 2016. augusztus 28.  |
| 23 | Beaver Fever                         | Hódláz                             | 2016. március 19.    | 2016. augusztus 20.  |
| 23 | Coyote.Rabbit.Squirrel               | Farkas, nyuszi, mókus              | 2016. március 19.    | 2016. augusztus 21.  |
| 24 | Pain & Treasure                      | Fájdalom és kincs                  | 2016. március 26.    | 2016. szeptember 3.  |
| 24 | Office Rocker                        | Irodai rocker                      | 2016. március 26.    | 2016. szeptember 4.  |
| 25 | Survivalist of the Fittest           | A legszívósabbak túlélésszakértője | 2016. április 2.     | 2016. augusztus 6.   |
| 25 | The IMPoster                         | Az ördögfióka                      | 2016. április 2.     | 2016. augusztus 7.   |
| 26 | Bugs Over Par                        | Az ezüstzakó                       | 2016. április 9.     | 2016. augusztus 13.  |
| 26 | Fast Feud                            | A gyorsétkezde                     | 2016. április 9.     | 2016. augusztus 14.  |
| 27 | Sir Littlechin Griffin Hunter        | Sir Kackiás, a griffvadász         | 2016. augusztus 12.  | 2017. január 16.     |
| 27 | Bugs in Time                         | Vissza az előre                    | 2016. augusztus 12.  | 2017. január 17.     |
| 28 | Airpork Security                     | Riff-röff légitársaság             | 2016. augusztus 12.  | 2017. január 18.     |
| 28 | Home a Clone                         | A klónok áradása                   | 2016. augusztus 12.  | 2017. január 19.     |
| 29 | Bugs on Ice                          | Tapsi a jégen                      | 2016. szeptember 10. | 2016. szeptember 26. |
| 29 | Bug Scouts                           | Cserkész Tapsi                     | 2016. szeptember 10. | 2016. szeptember 27. |
| 30 | For Whom the Bugs Trolls             | Akiért a troll szól                | 2016. szeptember 17. | 2017. február 9.     |
| 30 | To Beach His Own                     | Elsőbbségadás kötelező?            | 2016. szeptember 17. | 2017. február 10.    |
| 31 | Five Star Bugs                       | A szökőkút                         | 2016. szeptember 24. | 2016. november 1.    |
| 31 | Yoga to Be Kidding Me                | Nem túl jó-ga                      | 2016. szeptember 24. | 2016. november 2.    |
| 32 | Rabbits of the Lost Ark              | Az elveszett ereklyék lenyúlói     | 2016. szeptember 24. | 2017. január 24.     |
| 32 | Appropriate Technology               | Üzemzavar                          | 2016. szeptember 24. | 2017. január 25.     |
| 33 | Pork in the Road                     | Ezt a pechet, malacom van!         | 2016. szeptember 25. | 2017. január 26.     |
| 33 | Squeaks Upon a Star                  | Ki a kicsit nem becsüli...         | 2016. szeptember 25. | 2017. január 27.     |
| 34 | Mile Hi Grub                         | Falatozás a felhők felett          | 2016. szeptember 25. | 2017. február 13.    |
| 34 | Pole Position                        | A totem                            | 2016. szeptember 25. | 2017. február 14.    |
| 35 | Thirst Things First                  | Vízió                              | 2016. október 1.     | 2017. február 1.     |
| 35 | Bugs of Chance                       | Vásári játékok                     | 2016. október 1.     | 2017. február 2.     |
| 36 | Bugs for Mayor                       | A polgármester választás           | 2016. október 1.     | 2017. február 3.     |
| 36 | The Lepra-Con                        | A főzőverseny                      | 2016. október 1.     | 2017. február 6.     |
| 37 | Squeak Show                          | Nem akarásnak nyögés a vége        | 2016. október 2.     | 2017. február 7.     |
| 37 | Rodeo Bugs                           | De jó! Rodeó!                      | 2016. október 2.     | 2017. február 8.     |
| 38 | Slugsworthy's Mega Mansion           | A betolakodó                       | 2016. október 2.     | 2017. január 20.     |
| 38 | Wile E.'s Walnuts                    | A pusztító találmány               | 2016. október 2.     | 2017. január 23.     |
| 39 | Just One of Those Days               | Kellemetlen nap                    | 2016. szeptember 26. | 2017. január 30.     |
| 39 | Mooch Housin' Syndrome               | Potyalakó                          | 2016. szeptember 26. | 2017. január 31.     |
| 40 | Sir Littlechin Unicorn Hunter        | Egyszarvúvadászat                  | 2016. szeptember 26. | 2017. február 15.    |
| 40 | Erin Go Bugs                         | Trükkös túra                       | 2016. szeptember 26. | 2017. február 16.    |
| 41 | Proud to Be a Coal Miner's Wabbit    | Szénbányász Tapsi                  | 2016. október 31.    | 2017. február 17.    |
| 41 | Cabin Fervor                         | Hóvihar                            | 2016. október 31.    | 2017. február 20.    |
| 42 | The Grand Barbari-yon                | A nagy barbár-kanyon               | 2016. november 1.    | 2017. február 21.    |
| 42 | Giant Rabbit Hunters                 | Óriásnyúlvadászok                  | 2016. november 2.    | 2017. február 22.    |
| 43 | Amusement Pork                       | Vidámpara                          | 2016. november 3.    | 2017. február 23.    |
| 43 | Now You See Me, Now You Still See Me | Se szeme, se fénye                 | 2016. november 4.    | 2017. február 27.    |
| 44 | 'Tis the Seasoning                   | Csúcs ajándék                      | 2016. november 7.    | 2017. február 28.    |
| 44 | Winter Blunderland                   | Levélária                          | 2016. november 8.    | 2017. március 1.     |
| 45 | Ear! We! Go!                         | Fülbemászó                         | 2016. november 9.    | 2017. március 2.     |
| 45 | Hare Band                            | Utcazenészek                       | 2016. november 10.   | 2017. március 3.     |
| 46 | Bugs in the Petting Zoo              | Simogató                           | 2016. november 11.   | 2017. március 6.     |
| 46 | Hawaiian Ice                         | Nyár és tél                        | 2016. november 14.   | 2017. március 7.     |
| 47 | Quiet the Undertaking                | Kaszás kaland                      | 2016. november 15.   | 2017. március 8.     |
| 47 | Bugs Bunny?                          | Nyúl-e a nyúl?                     | 2016. november 16.   | 2017. március 9.     |
| 48 | Wet Feet                             | Víziszony                          | 2016. november 17.   | 2017. március 10.    |
| 48 | There's a Soccer Born Every Minute   | Futballtehetség                    | 2016. november 18.   | 2017. március 13.    |
| 49 | Pork Lift                            | Izommalac                          | 2016. november 21.   | 2017. március 14.    |
| 49 | Thes in the City                     | New York királya                   | 2016. november 22.   | 2017. március 15.    |
| 50 | Elmer's Fuddge                       | Ő ízessége                         | 2016. november 23.   | 2017. március 16.    |
| 50 | Angelo the Mighty Flea               | Bolhaszálló                        | 2016. november 24.   | 2017. március 17.    |
| 51 | Gorky Pork                           | Ilyen zsaru, olyan zsaru           | 2016. november 25.   | 2017. március 20.    |
| 51 | Hard Hat Hare                        | Mi a pálya?                        | 2016. november 28.   | 2017. március 21.    |
| 52 | Porky's Duck-livery Service          | Óvakodj a kacsától!                | 2016. november 29.   | 2017. március 22.    |
| 52 | The Wabbit Who Would Be King         | Nyúl király                        | 2016. november 30.   | 2017. március 23.    |

### 2. évad
| #  | Eredeti cím                         | Magyar cím                           | Eredeti premier      | Magyar premier       |
| -- | ----------------------------------- | ------------------------------------ | -------------------- | -------------------- |
| 1  | Pigmallian                          | Kerge kacsa kergetés                 | 2017. szeptember 4.  | 2018. február 17.    |
| 1  | Bugs the Gladiator                  | Tapsi, a gladiátor                   | 2017. szeptember 4.  | 2018. február 17.    |
| 2  | A Duck in the Penthouse             | Kacsa a tetőn                        | 2017. szeptember 4.  | 2017. október 25.    |
| 2  | Tour de Bugs                        | Tapsi teker                          | 2017. szeptember 4.  | 2017. október 25.    |
| 3  | Knight and Duck                     | Lovag és kacsa                       | 2017. szeptember 5.  | 2017. október 10.    |
| 3  | The Color of Bunny                  | Tapsi lök                            | 2017. szeptember 5.  | 2017. október 10.    |
| 4  | Sam and the Bullet Train            | Sam és a golyóvonat                  | 2017. szeptember 5.  | 2017. november 14.   |
| 4  | Swine Dining                        | A menü: kacsa                        | 2017. szeptember 5.  | 2017. november 14.   |
| 5  | Love is in the Hare                 | Egymásba esők                        | 2017. szeptember 6.  | 2017. október 11.    |
| 5  | Valentines Dayffy                   | Dodó Valentin-napja                  | 2017. szeptember 6.  | 2017. október 11.    |
| 6  | Bigs Bunny                          | Óriás répa                           | 2017. szeptember 6.  | 2017. október 11.    |
| 6  | Wahder Wahder Everywhere            | Vízi madár                           | 2017. szeptember 6.  | 2017. október 11.    |
| 7  | Porky the Disorderly                | Malac, az ápoló                      | 2017. szeptember 7.  | 2017. október 19.    |
| 7  | Game, Set, Wabbit                   | Tenisznyúl                           | 2017. szeptember 7.  | 2017. október 19.    |
| 8  | Lucky Duck                          | Szerencsés kacsa                     | 2017. szeptember 7.  | 2017. október 12.    |
| 8  | Free Range Foghorn                  | Csalárd csirke                       | 2017. szeptember 7.  | 2017. október 12.    |
| 9  | Love it or Survivalist it           | Hat csapás                           | 2017. szeptember 8.  | 2018. február 17.    |
| 9  | The Porklight                       | Térhatás                             | 2017. szeptember 8.  | 2018. február 17.    |
| 10 | Best Bugs                           | Cimborálás                           | 2017. szeptember 8.  | 2017. október 13     |
| 10 | Lewis & Pork                        | Balga felfedezők                     | 2017. szeptember 8.  | 2017. október 13     |
| 11 | Daffy the Stowaway                  | Daffy, a potyautas                   | 2017. szeptember 11. | 2017. október 19.    |
| 11 | Superscooter 3000                   | Szuperrobogó 3000                    | 2017. szeptember 11. | 2017. október 19.    |
| 12 | Hoggin’ the Road                    | Kötözött malac                       | 2017. szeptember 11. | 2017. október 16.    |
| 12 | Timmmmmmbugs                        | Fanyűvő                              | 2017. szeptember 11. | 2017. október 16.    |
| 13 | Easter Bunny Imposter               | Húsvéti nyuszi hajsza                | 2017. szeptember 12. | 2017. október 17.    |
| 13 | Easter Tweets                       | Húsvéti csőr                         | 2017. szeptember 12. | 2017. október 17.    |
| 14 | Hoarder Up                          | Egy kupac sár                        | 2017. szeptember 12. | 2017. október 18.    |
| 14 | Cougar, Cougar                      | Dédelgetés                           | 2017. szeptember 12. | 2017. október 18.    |
| 15 | The Wedding Quacksher               | Lagzi gazda                          | 2017. szeptember 13. | 2017. október 16.    |
| 15 | The Food Notwork                    | Főzőműsor                            | 2017. szeptember 13. | 2017. október 16.    |
| 16 | A Duck in the Aquarium              | Kacsa az akváriumban                 | 2017. szeptember 13. | 2017. október 17.    |
| 16 | The Breezehammer                    | A szélpöröly                         | 2017. szeptember 13. | 2017. október 17.    |
| 17 | Quantum Sheep                       | Hasított láb                         | 2017. szeptember 14. | 2017. október 13.    |
| 17 | Houston, We Have a Duck Problem     | Kacsa az űrben                       | 2017. szeptember 14. | 2017. október 13.    |
| 18 | 10–4, Good Bunny                    | Rendes nyuszi                        | 2017. szeptember 14. | 2017. október 12.    |
| 18 | Gold Medal Wabbit                   | A nyúl és az éremeső                 | 2017. szeptember 14. | 2017. október 12.    |
| 19 | Cyrano de Bugs                      | Tapsi, a cyrano                      | 2017. szeptember 15. | 2017. október 20.    |
| 19 | Point Duck Percent                  | Kertrendezés                         | 2017. szeptember 15. | 2017. október 20.    |
| 20 | Sir Littlechin and the Kraken       | A lovag és a kraken                  | 2017. szeptember 15. | 2017. október 9.     |
| 20 | Crouching Porky, Hidden Daffy       | Nindzsa-uborka                       | 2017. szeptember 15. | 2017. október 9.     |
| 21 | King Nutninkommen                   | Tutinvágom fáraó                     | 2017. szeptember 18. | 2017. november 13.   |
| 21 | Greenhouse Gasbag                   | Újrahasznosítás                      | 2017. szeptember 18. | 2017. november 13.   |
| 22 | Abracawabbit                        | Varázsnyúl                           | 2017. szeptember 18. | 2017. október 23.    |
| 22 | Ponce de Calzone                    | A nagy felfedező                     | 2017. szeptember 18. | 2017. október 23.    |
| 23 | For the Love of Fraud               | A csalás művésze                     | 2017. szeptember 19. | 2017. október 9.     |
| 23 | Not So Special Delivery             | Nem olyan különleges küldemény       | 2017. szeptember 19. | 2017. október 9.     |
| 24 | One Carroter in Search of an Artist | Egy nyúl keresi a rajzolóját         | 2017. szeptember 19. | 2017. október 20.    |
| 24 | The Duck Days of Summer             | A nyári kacsa napja                  | 2017. szeptember 19. | 2017. október 20.    |
| 25 | Etiquette Shmetiquette              | Illemtanóra                          | 2017. szeptember 20. | 2017. október 18.    |
| 25 | Daffy in the Science Museum         | Daffy a természettudományi múzeumban | 2017. szeptember 20. | 2017. október 18.    |
| 26 | Tad the Bachelor                    | Az agglegény                         | 2017. szeptember 20. | 2017. október 10.    |
| 26 | Affair du Jour                      | Rakoncátlan románc                   | 2017. szeptember 20. | 2017. október 10.    |
| 27 | Top Bugs                            | Égi háború                           | 2017. december 4.    | 2018. május 28.      |
| 27 | Slugsmoby                           | Moby Pikk                            | 2017. december 4.    | 2018. május 28.      |
| 28 | Rhoda Rage                          | Rhoda tombol                         | 2017. december 4.    | 2018. május 28.      |
| 28 | Good Duck to You, Cirque            | Ha a kacsa cirkuszol                 | 2017. december 4.    | 2018. május 29.      |
| 29 | Then Things Got Weird               | Aztán furcsák lettek a dolgok        | 2017. december 5.    | 2018. május 29.      |
| 29 | Duck Duck Ghost                     | Kacsa-kísértet                       | 2017. december 5.    | 2018. május 29.      |
| 30 | Acme Instant                        | Házhoszszállítás                     | 2017. december 5.    | 2018. május 30.      |
| 30 | When Marvin Comes Martian in        | Marsi invázió                        | 2017. december 5.    | 2018. május 30.      |
| 31 | The Knight Time is the Right Time   | Kard ki kard                         | 2017. december 6.    | 2018. május 30.      |
| 31 | The Pepe Le Pew Affair              | Korona kézről kézre                  | 2017. december 6.    | 2018. május 31.      |
| 32 | Hamsters                            | Hörcsöghad                           | 2017. december 6.    | 2018. május 31.      |
| 32 | Bugs Baked                          | Krumpliverseny                       | 2017. december 6.    | 2018. május 31.      |
| 33 | Vampire Me Love                     | Szuperkoporsó                        | 2017. december 7.    | 2018. június 1.      |
| 33 | The Tad Tucker Workout              | Tad Tucker testépítész               | 2017. december 7.    | 2018. június 1.      |
| 34 | Canadian Bacon                      | Lavinaveszély                        | 2017. december 7.    | 2018. június 1.      |
| 34 | Bugs Bunny Saves the Universe       | Tapsi és az univerzum                | 2017. december 7.    | 2018. június 2.      |
| 35 | Hip Hop Hare                        | Hip-hop nyúl                         | 2017. december 8.    | 2018. június 2.      |
| 36 | Gettin' Your Goat                   | Kecskegörcs                          | 2017. december 8.    | 2018. június 3.      |
| 36 | Spelunkheads                        | Barlangtúra                          | 2017. december 8.    | 2018. június 3.      |
| 37 | Loon-Raker                          | Holdzsivány                          | 2017. december 11.   | 2018. június 3.      |
| 37 | Angry Bird                          | Mérges madár                         | 2017. december 11.   | 2018. június 4.      |
| 38 | Area Fifty-Run                      | 51-es körzet                         | 2017. december 11.   | 2018. június 4.      |
| 38 | Porker in the Court                 | Porky a bíróságon                    | 2017. december 11.   | 2018. június 4.      |
| 39 | Tad the Skydiver                    | Tad, az ejtőernyős                   | 2017. december 12.   | 2018. június 5.      |
| 39 | Duck of the Flies                   | Lakatlan sziget                      | 2017. december 12.   | 2018. június 5.      |
| 40 | Daffy in the Bayou                  | Daffy a mocsárban                    | 2017. december 12.   | 2018. június 5.      |
| 40 | Bugs the Sherpa                     | Tapsi, a serpa                       | 2017. december 12.   | 2018. június 6.      |
| 41 | You Can't Train a Pig               | Malacvonat                           | 2017. december 13.   | 2018. június 6.      |
| 41 | Copy Quack                          | A kacsa másol                        | 2017. december 13.   | 2018. június 6.      |
| 42 | Sir Littlechin and the Phoenix      | A lovag és a főnixmadár              | 2017. december 13.   | 2018. június 7.      |
| 42 | Looney Luau                         | Vulkán-muri                          | 2017. december 13.   | 2018. június 7.      |
| 43 | Amaduckus                           | Muzsikus kacsa                       | 2017. december 14.   | 2018. június 7.      |
| 43 | Fowl Me Once                        | Kakasülő                             | 2017. december 14.   | 2018. június 8.      |
| 44 | Daffy the Gaucho                    | Daffy, a gaucsó                      | 2017. december 14.   | 2018. június 8.      |
| 44 | Free Slugsworthy                    | Mentsük meg Lomhalompot!             | 2017. december 14.   | 2018. június 8.      |
| 45 | Love Makes Me Daffy                 | A szerelem vak                       | 2017. december 15.   | 2018. június 9.      |
| 45 | Genghis Cal                         | Dzsingisz Cal                        | 2017. december 15.   | 2018. június 9.      |
| 46 | You're Kiln Me                      | Kemence                              | 2017. december 15.   | 2018. június 9.      |
| 46 | Better Lake Than Never              | Nagy amerikai regény                 | 2017. december 15.   | 2018. június 10.     |
| 47 | Deduce, Part Deuce                  | Holmes, a kacsa                      | 2017. december 18.   | 2018. június 10.     |
| 47 | #1 Grandpa                          | Az elsőszámú nagyapa                 | 2017. december 18.   | 2018. június 10.     |
| 48 | Porky and Thes                      | Vetélytársak                         | 2017. december 18.   | 2018. június 11.     |
| 49 | Men in Quack                        | Marslakó-vadász                      | 2017. december 19.   | 2018. június 11.     |
| 49 | Littlechin and the Wood Fairy       | Erdei tündér                         | 2017. december 19.   | 2018. június 12.     |
| 50 | Tweet Team                          | Csőrike csapat                       | 2017. december 19.   | 2018. június 12.     |
| 51 | Downton Wabby                       | Végrendelet                          | 2017. december 20.   | 2018. június 13.     |
| 51 | Fowl Me Twice                       | Karate kakas                         | 2017. december 20.   | 2018. június 13.     |
| 52 | Hare to the Throne                  | Tapsi király                         | 2017. december 20.   | 2018. június 13./14. |

### 3. évad
| #  | Eredeti cím                                                | Magyar cím                                             | Eredeti premier     | Magyar premier     |
| -- | ---------------------------------------------------------- | ------------------------------------------------------ | ------------------- | ------------------ |
| 1  | Sir Littlechin and the Giant                               | Sir Kisorca és az óriás                                | 2018. augusztus 6.  | 2018. november 19. |
| 1  | The Wrong Brothers                                         | A Rojt fivérek                                         | 2018. augusztus 6.  | 2018. november 19. |
| 2  | Weiner Lose                                                | Bolero                                                 | 2018. augusztus 6.  | 2018. november 20. |
| 2  | Yankee Doodle Bunny                                        | Hazafias nyúl                                          | 2018. augusztus 6.  | 2018. november 20. |
| 3  | The Meanie and the Genie                                   | A dzsinn a palackból                                   | 2018. augusztus 7.  | 2018. november 21. |
| 3  | In Cold Fudd                                               | Vadásztúra                                             | 2018. augusztus 7.  | 2018. november 21. |
| 4  | North Pole Position                                        | Sarki kaland                                           | 2018. augusztus 7.  | 2018. november 22. |
| 4  | Papa's Got a Brand New Sam                                 | Jótett helyébe...                                      | 2018. augusztus 7.  | 2018. november 22. |
| 5  | Lifestyles of the Wealthy and Obnoxious                    | Gazdagok és szépek otthona                             | 2018. augusztus 8.  | 2018. november 23. |
| 5  | The Starship Mentalprise                                   | Daffy, az űrhajós                                      | 2018. augusztus 8.  | 2018. november 23. |
| 6  | State Fair and Balanced                                    | Megyei vásár                                           | 2018. augusztus 8.  | 2018. november 24. |
| 6  | Pussyfoot Soldier                                          | Cicakatona                                             | 2018. augusztus 8.  | 2018. november 24. |
| 7  | Quack to the Future                                        | Kacsa-jövő                                             | 2018. augusztus 9.  | 2018. november 25. |
| 7  | OctoPepe                                                   | Tájfun-gép                                             | 2018. augusztus 9.  | 2018. november 25. |
| 8  | No Thanks Giving                                           | Hálaadás                                               | 2018. augusztus 9.  | 2018. november 26. |
| 8  | DarkBat                                                    | Bőregér                                                | 2018. augusztus 9.  | 2018. november 26. |
| 9  | Yosemite Samson                                            | Rissz-rossz Sámson                                     | 2018. augusztus 10. | 2018. november 27. |
| 9  | Puppy's Got Claws                                          | Kölyök karmok                                          | 2018. augusztus 10. | 2018. november 27. |
| 10 | Driving Miss Daffy                                         | Miss Daffy sofőrje                                     | 2018. augusztus 10. | 2018. november 28. |
| 10 | Second Fiddle                                              | Másodhegedűs                                           | 2018. augusztus 10. | 2018. november 28. |
| 11 | Point Beak                                                 | Szörfösök                                              | 2018. augusztus 13. | 2018. november 29. |
| 11 | Cal the Viking                                             | Cal, a viking                                          | 2018. augusztus 13. | 2018. november 29. |
| 12 | Rhoda's Road House                                         | Rhoda kocsmája                                         | 2018. augusztus 13. | 2018. november 30. |
| 12 | Claire de Loon                                             | Álomvilág                                              | 2018. augusztus 13. | 2018. november 30. |
| 13 | Daffy Duck: Motivational Guru                              | Önbizalom-növelés                                      | 2018. augusztus 14. | 2018. december 1.  |
| 13 | The Towering Hamsterno                                     | Hörcsöghad                                             | 2018. augusztus 14. | 2018. december 1.  |
| 14 | Viktor the Science Swede                                   | Viktor, a svéd tudós                                   | 2018. augusztus 14. | 2018. december 2.  |
| 14 | Dorlock and the Disorient Express                          | Az eltűnt előétel esete                                | 2018. augusztus 14. | 2018. december 2.  |
| 15 | Regatta de Rabbit                                          | Nyúl regatta                                           | 2018. augusztus 15. | 2018. december 3.  |
| 15 | When Irish Eyes Are Swinin'                                | Híres ír szelek                                        | 2018. augusztus 15. | 2018. december 3.  |
| 16 | Bunny Man                                                  | Fő a biztonság                                         | 2018. augusztus 15. | 2018. december 4.  |
| 16 | Quagmire of Solace                                         | Lápi románc                                            | 2018. augusztus 15. | 2018. december 4.  |
| 17 | Coyote Under Construction                                  | Farkas, építés alatt                                   | 2018. augusztus 16. | 2018. december 5.  |
| 17 | The Bunny and the Goon                                     | Hoki-hakni                                             | 2018. augusztus 16. | 2018. december 5.  |
| 18 | Model T. Fudd                                              | Autógyár                                               | 2018. augusztus 16. | 2018. december 6.  |
| 18 | Victory Clasp                                              | Öröm a tánc                                            | 2018. augusztus 16. | 2018. december 6.  |
| 19 | Lola Rider                                                 | Lolajárgány                                            | 2018. augusztus 17. | 2018. december 7.  |
| 19 | Daredevil Duck                                             | Ördögmotoros                                           | 2018. augusztus 17. | 2018. december 7.  |
| 20 | Planet of the Bigfoots                                     | A jetik bolygója                                       | 2018. augusztus 17. | 2018. december 8.  |
| 21 | Cold Medal Wabbit                                          | Téli sportok                                           | 2018. augusztus 20. | 2018. december 9.  |
| 21 | No Duck is an Island                                       | Szigetmester                                           | 2018. augusztus 20. | 2018. december 9.  |
| 22 | My Kingdom for a Duck                                      | Országomat egy kacsáért                                | 2018. augusztus 20. | 2018. december 10. |
| 22 | Finders Keepers, Losers Sweepers                           | Kiárusítás                                             | 2018. augusztus 20. | 2018. december 10. |
| 23 | Daffy Crackpot                                             | Tepsifül                                               | 2018. augusztus 21. | 2018. december 11. |
| 23 | Fashion Viktor                                             | Viktor divat                                           | 2018. augusztus 21. | 2018. december 11. |
| 24 | Sam the Roughrider                                         | Sam, a vagány                                          | 2018. augusztus 21. | 2018. december 12. |
| 24 | Fool's Gold                                                | Aranybánya                                             | 2018. augusztus 21. | 2018. december 12. |
| 25 | Bonjour, Darkbat                                           | Sajttolvaj                                             | 2018. augusztus 22. | 2018. december 13. |
| 25 | Renaissance Fair-Thee Well                                 | Reneszánsz vásár                                       | 2018. augusztus 22. | 2018. december 13. |
| 26 | Elmer Fudd's Literary Classics: CinderPorker               | Elmer Fudd klasszikus meséi: Hamumalacka               | 2018. augusztus 22. | 2018. december 14. |
| 27 | You Ain’t Nothin’ But a Foghorn                            | Zajos siker                                            | 2018. október 8.    | 2019. május 20.    |
| 27 | The Pepe Who Came in from the Cold                         | Kémek az Északi-sarkon                                 | 2018. október 8.    | 2019. május 20.    |
| 28 | Smoothie Operator                                          | Üdítős stand                                           | 2018. október 8.    | 2019. május 21.    |
| 28 | Slugsworthy’s Slop House                                   | Evőverseny                                             | 2018. október 8.    | 2019. május 21.    |
| 29 | Cal-umbus                                                  | Cal, a felfedező                                       | 2018. október 9.    | 2019. május 22.    |
| 29 | Porky Pigskin                                              | Porky, a focista                                       | 2018. október 9.    | 2019. május 22.    |
| 30 | Riverboat Rabbit                                           | Hajós nyúl                                             | 2018. október 9.    | 2019. május 23.    |
| 30 | Dorlock, P. I.                                             | Detektív páros                                         | 2018. október 9.    | 2019. május 23.    |
| 31 | To Be the Flea, You Gotta Beat the Flea                    | Bolhacirkusz                                           | 2018. október 10.   | 2019. május 24.    |
| 31 | The Wild Blue Blunder                                      | A végtelen kék ég                                      | 2018. október 10.   | 2019. május 24.    |
| 32 | Thomas Fuddison                                            | A feltaláló                                            | 2018. október 10.   | 2019. május 25.    |
| 32 | Hiccups and Downs                                          | Csuklik-geklik                                         | 2018. október 10.   | 2019. május 25.    |
| 33 | Foghorn Foods                                              | Foghorn eledel                                         | 2018. október 11.   | 2019. május 26.    |
| 33 | Cruise Control                                             | Hajó hajsza                                            | 2018. október 11.   | 2019. május 26.    |
| 34 | Versailles’s Matters                                       | Királyi ügyek                                          | 2018. október 11.   | 2019. május 27.    |
| 34 | Frank Lloyd Wrong                                          | A nagy építész                                         | 2018. október 11.   | 2019. május 27.    |
| 35 | King Bugs and the Island of Lunacy                         | nincs magyar címe                                      | 2018. október 12.   | 2019. május 28.    |
| 36 | Swamp and Circumstance                                     | Lápi túra                                              | 2018. október 12.   | 2019. május 29.    |
| 36 | Safari, So Goodie                                          | Szafari                                                | 2018. október 12.   | 2019. május 29.    |
| 37 | It’s Snout or Never                                        | Nózi mese                                              | 2018. október 15.   | 2019. május 30.    |
| 37 | From Dusk Till Dog                                         | Cicák és vámpírok                                      | 2018. október 15.   | 2019. május 30.    |
| 38 | Close Encounters of the Duck Kind                          | Azonosítatlan repülő kacsa                             | 2018. október 15.   | 2019. május 31.    |
| 38 | O.M. Genie                                                 | Dzsinn kaland                                          | 2018. október 15.   | 2019. május 31.    |
| 39 | Brothers in Harms                                          | nincs magyar címe                                      | 2018. október 16.   | 2019. június 1.    |
| 39 | Rhoda Derby                                                | nincs magyar címe                                      | 2018. október 16.   | 2019. június 1.    |
| 40 | Lake, Rattle and Roll                                      | nincs magyar címe                                      | 2018. október 16.   | 2019. június 2.    |
| 40 | It Paint All It’s Cracked Up To Be                         | Olvaszt, kapar, fest                                   | 2018. október 16.   | 2019. június 2.    |
| 41 | Samurai Bugs                                               | Tapsi szamuráj                                         | 2018. október 17.   | 2019. június 3.    |
| 41 | Duck in the Mist                                           | Kacsák a ködben                                        | 2018. október 17.   | 2019. június 3.    |
| 42 | The Loonies                                                | Kincsvadászok                                          | 2018. október 17.   | 2019. június 4     |
| 43 | Dorlock Vice                                               | Dorlock, a zsaru                                       | 2018. október 18.   | 2019. június 5.    |
| 44 | Armageddon Outta Here                                      | Lecsap az üstökös                                      | 2018. október 18.   | 2019. június 6.    |
| 45 | Substitute Porky                                           | Helyettesítés                                          | 2018. október 19.   | 2019. június 7.    |
| 45 | Viktor the Psychic                                         | Viktor, a látnok                                       | 2018. október 19.   | 2019. június 7.    |
| 46 | Formula One Bunny                                          | Autóverseny                                            | 2018. október 19.   | 2019. június 8.    |
| 46 | Daffy Goes to Hollywood                                    | Reklámfilm                                             | 2018. október 19.   | 2019. június 8.    |
| 47 | A Duck in the Laundromat                                   | Kacsa a mosodában                                      | 2018. október 22.   | 2019. június 9.    |
| 47 | Primo Bugs-erino                                           | Táncoslábú Tapsi                                       | 2018. október 22.   | 2019. június 9.    |
| 48 | The Silly Six                                              | A Hibbant hatok                                        | 2018. október 22.   | 2019. június 10.   |
| 49 | Out of Towner Alien Encounter                              | Földfoglalás                                           | 2018. október 23.   | 2019. június 11.   |
| 49 | Down Horace-Scope                                          | Szivacstolvaj                                          | 2018. október 23.   | 2019. június 11.   |
| 50 | The Wrong Stuff                                            | Az edző                                                | 2018. október 23.   | 2019. június 12.   |
| 50 | The Magnificent Millicent                                  | Holdséta                                               | 2018. október 23.   | 2019. június 12.   |
| 51 | Undercover Bunny                                           | Tapsi, a kém                                           | 2018. október 24.   | 2019. június 13.   |
| 52 | Asteroid's Literary Classics: The Legend of Burrito Monday | Aszteroida klasszikus meséi: A hétfői lepény legendája | 2018. október 24.   | 2019. június 14.   |

## Magyar változat[5]
A szinkront a Turner Broadcasting System megbízásából a(z)  készítette.
Magyar szöveg:
Hangmérnök:
Vágó:
Gyártásvezető:
Szinkronrendező:
Felolvasó: Endrédi Máté
Magyar hangok:
| Fóka Fáni (1. évad); O'Scanty, a csiga; parkőr-robot; óriásnyúl-vadász 1; Horace (2-3. évad)                                        | Kapácsy Miklós                                   |
| Fóka Fáni (2-3. évad) | Bácskai János                                    |
| Tapsi Hapsi | Barát Attila                                     |
| Squeaks / Móki | saját hangján                                    |
| étkezdetulaj | Bolla Róbert                                     |
| főcserkész | Csuha Lajos                                      |
| Vili, a prérifarkas | Galbenisz Tomasz, Sarádi Zsolt (2x30-tól)        |
| Bóbita kakas (1. évad) | Gardi Tamás                                      |
| Bóbita kakas (2-3. évad) | Rosta Sándor                                     |
| Tasmán Theodore | Gubányi György (1. hang) Vass Gábor (2. hang)    |
| Elmer J. Fudd | Imre István, Csankó Zoltán                       |
| Hasított láb (1. évad) | Karácsonyi Zoltán                                |
| Hasított láb (2-3. évad); Dinka/Daffy (1. évad)                                                                                     | Joó Gábor                                        |
| Cucu/Porky | Kerekes József                                   |
| üregi nyúl | Kisfalusi Lehel                                  |
| Csőrike | Kossuth Gábor (1. hang) Törtei Tünde (2. hang)   |
| Dinka/Daffy (2-3. évad) | Gáspár András                                    |
| Cal | Maday Gábor                                      |
| fiatal cserkész | Markovics Tamás                                  |
| téli szarvas | Megyeri János                                    |
| Szilveszter | Moser Károly                                     |
| fogtündér; Carl felesége; óriás-nyúlvadász 2                                                                                        | Nádasi Veronika                                  |
| céllövölde-tulaj | Németh Gábor                                     |
| Sir Kackiás (1. évad) | Sótonyi Gábor                                    |
| madárijesztő; Sir Kackiás (2-3. évad)                                                                                               | Papucsek Vilmos                                  |
| Victor | Posta Victor                                     |
| Rissz-rossz Sam | Schneider Zoltán                                 |
| Rhoda |                                                  |
| imitátor; Horace (1. évad) | Seder Gábor                                      |
| Leslie (1. évad); húsvéti nyúl | Szokol Péter                                     |
| Fagyláb | Tokaji Csaba (1. hang) Kisfalusi Lehel (2. hang) |
| Pampreen | Vági Viktória                                    |
| óriás-nyúlvadász 3 | Varga Rókus                                      |
| Cecil teknős | Vári Attila                                      |
| Marvin, a marslakó, Snoop Dogg | Király Attila                                    |
| Leslie (2-3. évad) | Törköly Levente                                  |
| Nagyi (2x46a, 2x47a) | Rátonyi Hajni (1. hang) Kassai Ilona (2. hang)   |
| Lola nyuszi | Kelemen Kata                                     |
| Pepe lö pici | Jakab Csaba                                      |
| Claudette Dupri |                                                  |
| Bognár Tamás, Karácsonyi Zoltán, Kassai Ilona, Kiss Erika, Orosz Gergely, Pál Dániel Máté, Sótonyi Gábor, Orosz Gergely, Zöld Csaba |                                                  |

## Érdekesség
- A szereplők neve több helyen változott: például Cucu malac eredeti nevét, a Porky-t meghagyták, míg Daffy új magyar nevet kapott: a sorozatban Dodó helyett Dinka a neve.